# Thallarcha
Thallarcha é um gênero de traça pertencente à família Arctiidae.